# Orceana Calcio 1989-1990
Questa voce raccoglie le informazioni riguardanti l'Orceana Calcio nelle competizioni ufficiali della stagione 1989-1990.

## Rosa
| N. |                   | Ruolo | Calciatore           |
| -- | ----------------- | ----- | -------------------- |
|    | Italia (bandiera) | D     | Pierpaolo Baiguera   |
|    | Italia (bandiera) | C     | Fabio Bertoni        |
|    | Italia (bandiera) | A     | Alberto Buizza       |
|    | Italia (bandiera) | C     | Domenico Caso        |
|    | Italia (bandiera) | C     | Roberto Correnti     |
|    | Italia (bandiera) | C     | Ivan Del Prato       |
|    | Italia (bandiera) | D     | Gabriele Ferrami     |
|    | Italia (bandiera) | C     | Ermanno Ferrari      |
|    | Italia (bandiera) | C     | Adriano Festa        |
|    | Italia (bandiera) | D     | Gianfranco Gervasi   |
|    | Italia (bandiera) | A     | Manolo Guindani      |
|    | Italia (bandiera) | P     | Sergio Lupi          |
|    | Italia (bandiera) | D     | Gianpaolo Lussignoli |

| N. |                   | Ruolo | Calciatore           |
| -- | ----------------- | ----- | -------------------- |
|    | Italia (bandiera) | C     | Ruggero Maestrini    |
|    | Italia (bandiera) | A     | Oscar Miglioli       |
|    | Italia (bandiera) | P     | Mirco Moioli         |
|    | Italia (bandiera) | D     | Giovanni Mussa       |
|    | Italia (bandiera) | D     | Giuseppe Mussa       |
|    | Italia (bandiera) | A     | Alessandro Paleari   |
|    | Italia (bandiera) | C     | Gianfranco Parma     |
|    | Italia (bandiera) | A     | Luca Raineri         |
|    | Italia (bandiera) | D     | Aldo Sala            |
|    | Italia (bandiera) | D     | Francesco Tolasi     |
|    | Italia (bandiera) | C     | Giancarlo Trainini   |
|    | Italia (bandiera) | D     | Gianbattista Zanetti |